# Christuskirche (Niedernhausen)

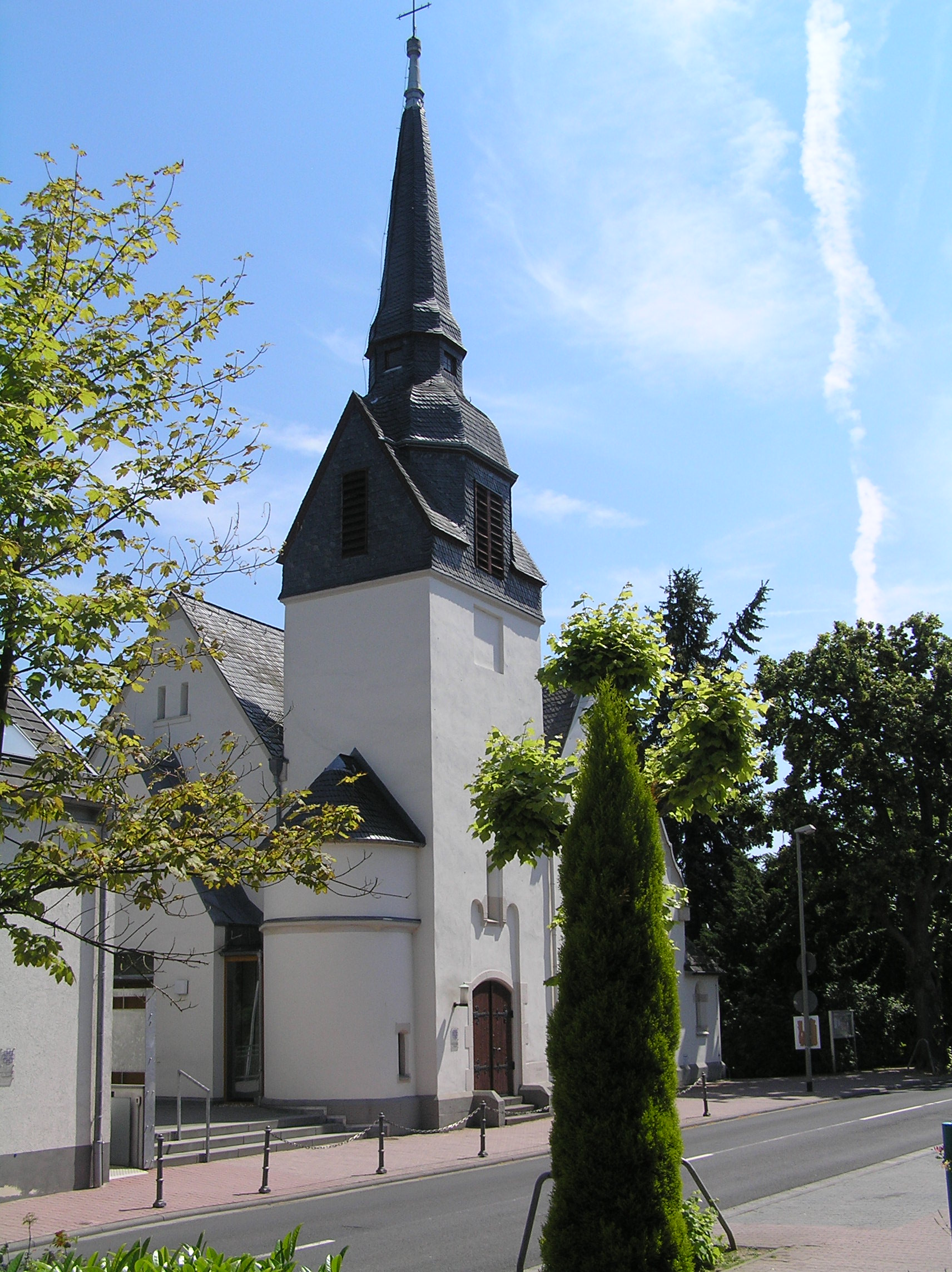
Christuskirche (Niedernhausen)

Die Evangelische Christuskirche, ein denkmalgeschütztes Kirchengebäude, steht in der Gemeinde Niedernhausen im Rheingau-Taunus-Kreis in Hessen. Die Kirchengemeinde gehört zum Dekanat Rheingau-Taunus in der Propstei Rhein-Main der Evangelischen Kirche in Hessen und Nassau.

## Beschreibung
Die asymmetrische Saalkirche wurde 1904 nach einem Entwurf von Ludwig Hofmann mit Anklängen an den Jugendstil gebaut. An das Kirchenschiff schließt sich im Osten ein niedriger eingezogener Chor an. Nach Süden wurde an das Kirchenschiff ein Querarm angebaut, an den sich nach Westen der Kirchturm anschließt, der einen mit einer glockenförmigen Haube bedeckten und einem spitzen Helm bekrönten achteckigen Aufsatz hat, der mit einem Satteldach kombiniert ist. 
Der Raumeindruck des Innenraums wird bestimmt von den Rundbögen der Vierung und des Chorbogens. An der Westseite befindet sich eine Empore, auf der die Orgel steht, die 1914 von Friedrich Weigle gebaut wurde. Die farbigen Fenster hat 1964 die Glaswerkstatt Münch hergestellt.